# Cattleya endsfeldzii
La Cattleya endsfeldzii es una especie de orquídea litofita que pertenece al género de las Cattleya.  

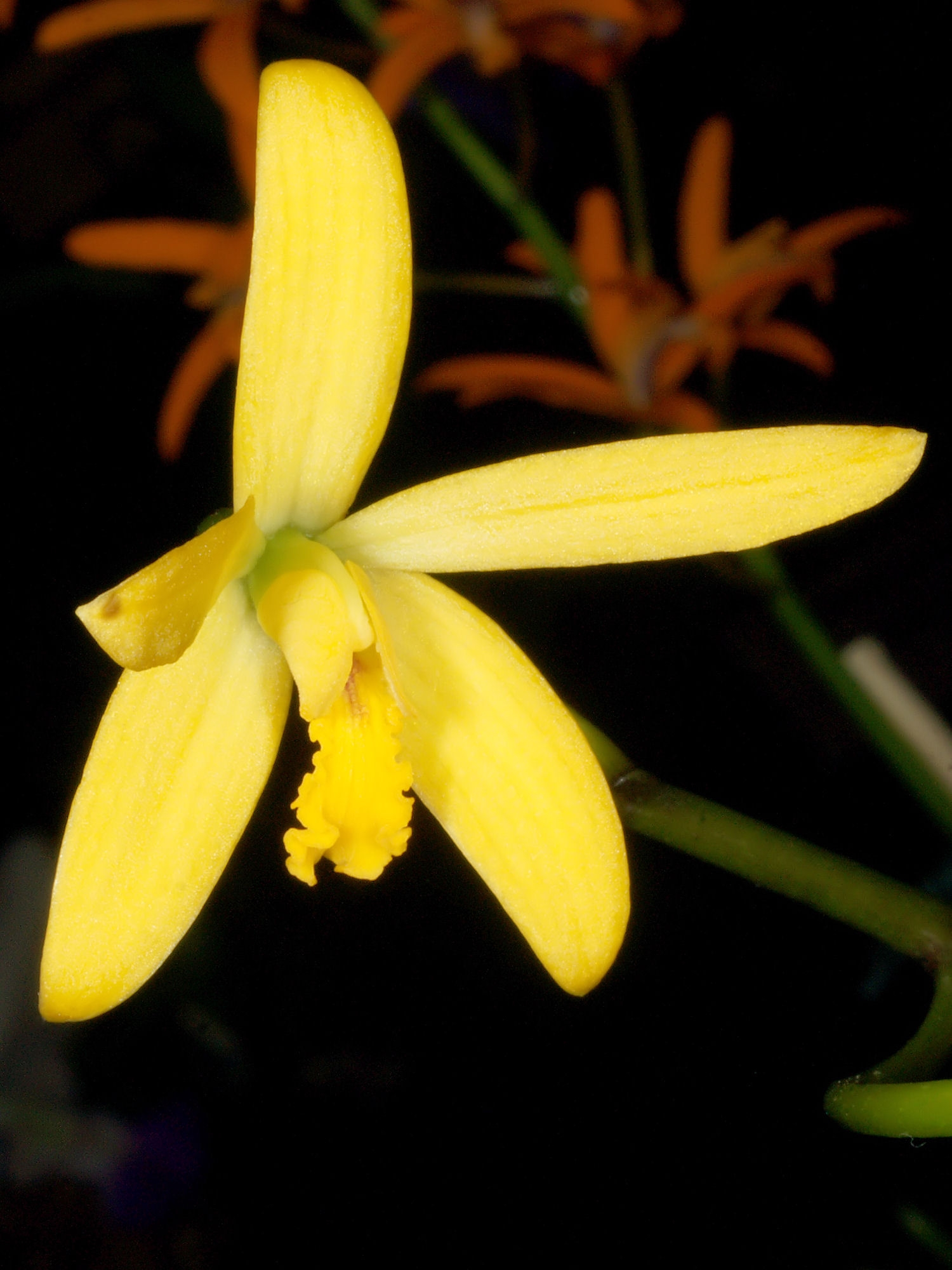
Detalle de la flor

## Descripción
Es una orquídea de tamaño pequeño, de hábitos  litofitas con pseudobulbos cónicos que llevan una sola hoja, oblongo-lanceolada, surcada transversalmente. Florece a finales de primavera y principios de verano en la naturaleza y en el invierno [enero y febrero] en el cultivo con una inflorescencia de 40 a 50 cm de largo, más larga que  la hoja con una abertura de varias flores bien espaciadas que abren sucesivamente. 

## Cultivo
Esta especie requiere, encapsulado en una mezcla bien drenada para permitir el secado después de cada riego, luz brillante, clima cálido para enfriar las temperaturas y un reposo invernal seco prolongado con nebulizaciones ocasionales.

## Distribución
Se encuentra en Brasil en Minas Gerais en elevaciones de 900 metros.   

## Taxonomía
Cattleya elongata fue descrita por (Pabst) Van den Berg y publicado en Neodiversity: A Journal of Neotropical Biodiversity 3: 7. 2008.
Etimología
Cattleya: nombre genérico otorgado en honor de William Cattley orquideólogo aficionado inglés,
endsfeldzii: epíteto otorgado en honor de Endsfeldz, descubridor de la especie a finales de los años 1900.
Sinonimia
- Hoffmannseggella endsfeldzii (Pabst) V.P.Castro & Chiron
- Laelia endsfeldzii Pabst
- Sophronitis endsfeldzii (Pabst) Van den Berg & M.W.Chase	[1][5][6]